# Courbe d'analyse thermique
Lorsque l'on trace une courbe d'analyse thermique, on étudie la température (T), en fonction du temps (t) lors du chauffage ou du refroidissement isobare d'un corps pur. On peut alors constater qu'il existe différents paliers de changements de phases.
Les courbes d'analyse thermique permettent également de réaliser des diagrammes binaires isobares de mélanges idéaux ou réels. Ces diagrammes sont utiles pour comprendre les processus de distillation.